# سعد الدوسري (لاعب كرة قدم مواليد 1977)
سعد الدوسري (3 سبتمبر 1977 - 30 ديسمبر 2004)، لاعب كرة قدم سعودي. ولد في السليل في الرياض في 3 سبتمبر 1977 لعب لأندية الرياض والأهلي والهلال.

## الأندية

التمرين الأخير لـسعد الدوسري قبل وفاته

كانت البداية مع نادي الرياض عام 1997 ثم انتقل إلى النادي نادي الأهلي السعودي عام 2001 حتى عام 2003 حيث انتقل لنادي نادي الهلال السعودي.

### الهلال
لاعب مبدع في منطقه الوسط الايسر وصاحب قدم طوليه وقويه على المرمى، انتقل من نادي الاهلي السعودي إلى الهلال السعودي في منتصف عام 2003 تقريبا وشارك مع الهلال في مختلف المسابقات المحلية والعربيه والاسيويه، توفي عام 2004 اثر حادث مروري على طريق الأحساء - الرياض.
و كانت اخر مباراة لعبها مع الهلال له امام الأنصار، دخل سعد الدوسري في الشوط الثاني بديلاً لـ عبد الله المطرف، فاز الهلال بنتيجة 3-1 سجل مارسيلو تفاريز هدفين وسامي الجابر هدف.

## مسيرته الدولية
شارك مع المنتخب السعودي الأول في 26 مباراة دولية وقد فاز ببطولة كأس العرب 1998 والتي أُقيمت في قطر، وقد كانت آخر مشاركة دولية له في بطولة كأس آسيا 2004 على الأراضي الصينية.

## حياته الشخصية
ولد سعد الدوسري في وادي الدواسر 17 يونيو 1977 وكان الابن الأخير وله خمس اخوان وثلاثة من والده. أحد اخوانه كان يلعب لنادي الرياض في التسعينات الميلادية وهو ناصر الدوسري.

### زواجه واطفاله
تزوج سعد الدوسري عام 1997 وله طفلان رهف ولدت عام 1999 وعبد الله 2000.
و نشرت الصحفيه فاطمة بإسماعيل في جريدة عكاظ عن الطفلان رهف وعبد الله وعن زوجة سعد الدوسري وعن خسارتهم لوالدهم.
و كان ينص التالي:

التقينا بزوجته أم عبد الله التي قالت: (افتقده كثيرا بل لا أصدق انه توفي وانتقل لرحمة الله أكذبهم كلما تحدثوا في الأمر لا أسأل الله الا الثبات فالمصاب كبير علينا جميعا).
وتستطرد قائلة: (تزوجنا منذ ثماني سنوات وكان نعم الزوج الحنون المحب كان متعلقا جدا بأولاده رهف ست سنوات وعبد الله خمس سنوات لا يزال يسأل هل المتصل بابا إذا سمع الهاتف يرن لانه قد تعود أن يكلم والده حتى وهو مسافر وكان يتصل خصيصا ليحادثه وعندما نقول له بابا ذهب لجوار ربه يغضب ويقول (بابا في التمرين في النادي وسيعود) لا الومه نحن الكبار غير مصدقين فكيف به هو أما رهف فالحظها قبل أن تنام تمسح دموعها وعندما أسألها تقول لا شيء عيني تؤلمني كانا متعلقين جدا بوالدهما يذهبان معه باستمرار ومن المؤكد ان غيابه سيؤثر فيهما كما أثر فينا

## وفاته
توفي اللاعب سعد الدوسري صباح يوم الخميس 18 ذو القعدة 1425 هـ الموافق 30 ديسمبر 2004 في حادث مروري، وقع الحادث على طريق الدمام الرياض السريع على بعد 160 كيلومتر من الاحساء وكان برفقة اللاعب سعد الدوسري خالد منصور الدوسري (ابن خالته) ويرافقه أيضا تركي العمار والذي دخل العناية المركزة في مستشفى الملك فهد بالاحساء وإلى الآن لا نعلم ان كان على قيد الحياة.
حضر إلى المستشفى والد اللاعب سعد الدوسري وشقيقه وأصبح المستشفى يعج بالصحفيين والذين آلمهم الخبر.
و تجدر الإشارة إلى ان العمار قريب للاعب نادي الاتحاد مرزوق العتيبي.

### سبب الذهاب إلى الأحساء
كان سعد الدوسري في مدينة الدمام مساء قبل الحادث بيوم في زيارة خاصة حيث وصل إليها في وقت متأخر لقضاء حاجة أحد اصدقائه في الشرقية.
يذكر ان سعد عرض على مهاجم نادي الهلال أحمد الصويلح ان ياتي معه إلى الاحساء لأن عائلة الصويلح في الاحساء، ولكن الصويلح اعتذر لظروفه الخاصة.

### تفاصيل الحادث
غادر الدمام متوجها إلى الرياض في الصباح بعد أن قضى حاجة صديقه الذي استنجد به، حيث كان يتأهب لدخول معسكر لقاء فريقه بـنادي الاتحاد، والذي كان مقرراً له أن يقام الجمعة.
وأثناء عودته في الساعة الواحدة ونصف في الصباح وبعد أن تعدى طريق الاحساء بحوالي 180 كم انفجر اطار السيارة الامامي وانقلبت سيارته وتوفي سعد الدوسري وابن خالته خالد منصور الدوسري في الحال بينما اصيب صديقهما تركي العمار بإصابات بالغة ونقل إلى المستشفى في العناية المركزة في حالة خطرة.
وكان سعد الدوسري هو من يقود السيارة أثناء الحادث، وهي سيارة بي ام دبليو والسيارة ملك سعد الدوسري وكان الدوسري قد اشتراها أثناء انتقاله من نادي الرياض إلى نادي الاهلي السعودي عام 2001.
وكان الدوسري قبل الحادث بيوم وعند وصوله إلى الدمام اتصل بأكثر من لاعب شارك معه في المنتخب الأول ورفض دعوة الكثير منهم لرؤيته أو قبول دعوتهم لتناول طعام العشاء معهم في وقت متأخر.

## ما بعد الموت

### دفنه
في 1 يناير 2005 تم دفن سعد الدوسري في مقبرة المنصورية بجانب قريبه والذي توفي معه بنفس الحادث خالد منصور الدوسري بعد صلاة الجمعة.
و تم الصلاة على اللاعب في مسجد عبد الله بن محمد (عتيقة) وتواجد أعداد غفيرة من الرياضيين وإلى جانب لاعبي عدد من الأندية سواء التي لعب لها الدوسري أو الأندية الأخرى، كما تواجد عدد من مسؤولي الأندية يتقدمهم رئيس نادي الهلال محمد بن فيصل بن سعود آل سعود والأمير تركي بن خالد المشرف العام (سابقاً) على منتخب السعودية لكرة القدم إلى جانب أعضاء الإدارة الهلالية وزملائه لاعبي الفريق الأول وظهر التأثر على العديد منهم وتقبلوا العزاء بوفاة زميلهم، وشهدت صلاة الجنازة تواجد عدد كبير من أعضاء شرف نادي الهلال أمثال الأمير نواف بن محمد والأمير بندر بن ثامر والأمير فهد بن محمد والأمير سلطان بن فهد بن سلمان ال سعود والأمير أحمد بن فهد بن سلمان ال سعود والأمير محمد بن خالد ال سعود.
وتواجد أيضاً مسؤولو إدارة نادي الرياض وزملاؤه اللاعبون من نادي الشباب ونادي النصر وكذلك بعض من لاعبي نادي الاتحاد السعودي أمثال خميس الزهراني، وبعض مسؤولي الاتحاد السعودي لكرة القدم وهم محمد النويصر والمدرب الوطني ناصر الجوهر، ورئيس اللجنة الفنية ماجد الحكي.
وتواجدت أيضاً جماهير رياضية كثيرة من مختلف الميول ورجال الإعلام مشاركين أسرته واجب العزاء بمصابهم الجلل وفقيدهم الغالي.
- بدأ والد سعد متماسكاً بالمسجد وأثناء تلقي العزاء من الجميع، إلا أنه بكى كثيراً عند صعوده للسيارة في طريقه إلى المقبرة.
- حرص عدد من زملائه في أندية الهلال، الرياض، الشباب) إلى حمل الجثمان للسيارة التي نقلته للمقبرة كآخر واجب يقومون به تجاه زميلهم.
- رفض عدد من زملائه سواء اللاعبين أو مسؤولي الأندية الحديث عقب أداء الصلاة وطلبوا من الجميع الدعاء له خصوصاً انه يحتاج لذلك وقالوا ان الأهم أن تدعوا له بالمغفرة والرحمة.

كما أن عدداً منهم لم يستطع اكمال حديثه عن سعد.
- حرص الجهاز الفني والطبي لفريق الهلال بقيادة المدرب ماركوس باكيتا ولاعبي الفريق (الأجانب) الحضور والتواجد خارج المسجد لتقديم واجب العزاء لوالد سعد واخوانه، وكان حضورهم مبكراً من الساعة الحادية عشرة والنصف صباحاً.
- عدد من لاعبي نادي الهلال القدامى تواجدوا بالمسجد لأداء الصلاة وتقديم العزاء لأسرته ولإدارة نادي الهلال والرياض المتواجدين بالمسجد.
- تلقى نادي الهلال العديد من برقيات العزاء طوال يوم أمس في وفاة اللاعب سعد الدوسري والتي أرسلت من أندية المملكة وكذلك الخليجية والعربية.

قبر سعد الدوسري وبجانبه قريبه خالد بن منصور الدوسري

- في أجواء محزنة ووري جثمان الفقيد سعد بن عبد الله الدوسري لاعب نادي الهلال الثرى في مقبرة المنصورية (جنوب الرياض) بعدما تمت الصلاة عليه عقب صلاة الجمعة في مسجد الأمير عبد الله بن محمد (عتيقة)، وقد تواجد حشد كبير من الرياضيين في المقبرة إضافة إلى أعضاء مجلس إدارة النادي وبعض من أعضاء شرفه ومجموعة من اللاعبين.
- كان أكثر المتأثرين لوفاة سعد شقيقه ناصر اللاعب السابق في نادي الرياض حيث ظهر عليه التأثر الكبير عقب وصول جثمان شقيقه سعد إلى المقبرة ولم يتمالك نفسه من البكاء.
- تواجد عدد من أعضاء شرف نادي الهلال حيث شوهد كل من سمو الأمير نواف بن محمد والأمير فهد بن محمد والأمير بندر بن ثامر إضافة إلى مجلس إدارة النادي وأمينه أحمد الخميس ومدير الفريق السابق منصور الاحمد.
- كما تواجد لاعبو الفريق الأول بـنادي الهلال وعدد من لاعبي نادي الرياض الذي حضر مدربه الوطني خالد القروني، كما تواجد عدد من المدربين الوطنيين أمثال ناصر الجوهر مدرب منتخبنا الأول سابقاً والمدرب محمد الخراشي.
- لم يتمكن الكثيرون من أداء الصلاة في المسجد وذلك نظراً لبعد المقبرة لذلك تم أداء الصلاة عليه أكثر من مرة بعد انتهاء مراسم الدفن وقد تكرر مشهد الصلاة أكثر من مرة نظراً للتوافد الكبير إلى المقبرة والذي استمر حتى الساعة الثانية والنصف.
- اجرى الأمير خالد بن عبد الله ومنصور البلوي اتصالين للإدارة الهلالية معزين وسائلين الله يان يتغمد الفقيد برحمته.
- في حركة رائعة من محمد بن فيصل بن سعود آل سعود جدد عقد اللاعب سعد الدوسري حتى عام 2008 ويتم صرف جميع رواتبه إلى أسرته.
- لف حزن عميق المساكن القريبة من منزل أسرة الدوسري في حي منفوحة وبدا الجميع متأثرين متعاطفين مع أخوته ووالدته.
- تم تأجيل مباراة الهلال والاتحاد والتي كانت بعد وفاة بيوم حيث الحالة النفسية السيئة في نادي الهلال وظروف الاصابات في نادي الاتحاد وخاصة انهم لعبوا مباراة يوم الثلاثاء مع نادي النصر السعودي.

### طريق الموت
صرح عم سعد الدوسري ويدعى فهد مبارك الدوسري في جريدة الرياض وأشار أن طريق الأحساء - الرياض خاصة طريق خريص هو طريق الموت إذ حصد عدداً كبيراً من الأرواح وموت سعد الدوسري وخالد منصور الدوسري كان مكتوباً لكن مثل هذا الطريق الهام يجب العناية به والاهتمام فقد حصد أرواحاً بريئة وأنا هنا أدعو المعنيين إلى الاهتمام بهذا الطريق. وعن فراق سعد وخالد قال: المصاب جلل ولا أستطيع إلا أن أقول: {إنا لله وإنا إليه راجعون}.

## روابط خارجية
- سعد الدوسري على موقع قاعدة بيانات كرة القدم.إي يو (الإنجليزية)
- سعد الدوسري على موقع ناشيونال فوتبول تيمز (الإنجليزية)